# David Lipsey, Baron Lipsey

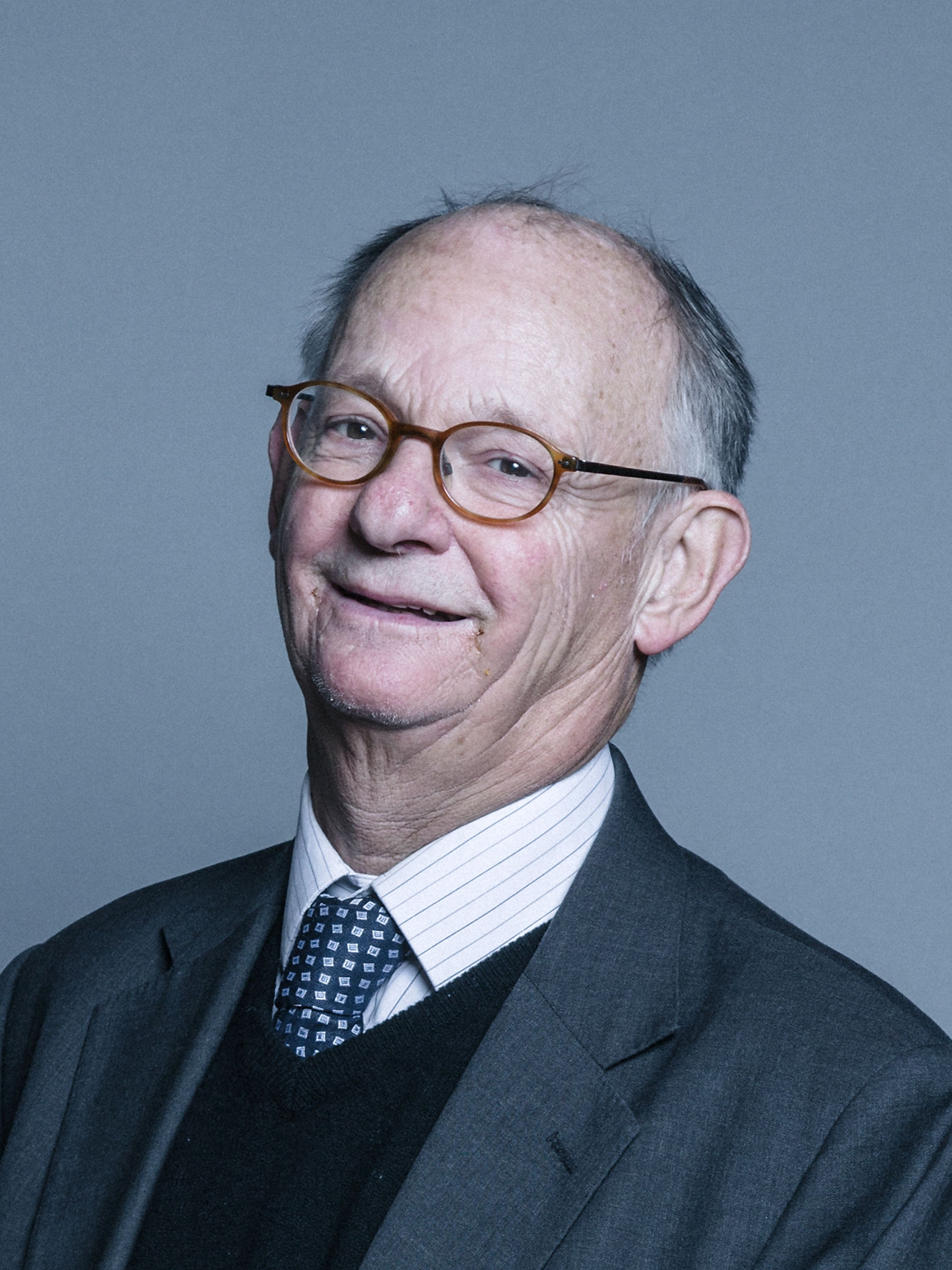
David Lipsey, Baron Lipsey

David Lawrence Lipsey, Baron Lipsey (* 21. April 1948; † 1. Juli 2025) war ein britischer Labour-Politiker und Life Peer.

## Leben
David Lipsey wurde 1999 als Baron Lipsey, of Tooting Bec in the London Borough of Wandsworth, zum Life Peer erhoben. Er saß für Labour im House of Lords. Er war politischer Berater von  Anthony Crosland während der Oppositionszeit und später Berater von 10 Downing Street. Er arbeitete als Journalist für viele Presseorgane, unter anderem die Sunday Times, Sunday Correspondent, The Times, The Guardian und The Economist. Von 1982 bis 1983 war er Vorsitzender der  Fabian Society und von 1970 bis 1972 Sekretär der Streatham Labour Party.
1997 wurde ihm der Orwell Prize verliehen für seine Arbeit als Bagehot im Economist. 2004 wurde er zum Vorsitzenden des British Harness Racing Clubs gewählt.
2025 starb Lipsey beim Schwimmen im River Wye, in der Nähe von Glasbury.